# Punto caldo di Yellowstone

Schematizzazione del punto caldo e della caldera di Yellowstone.

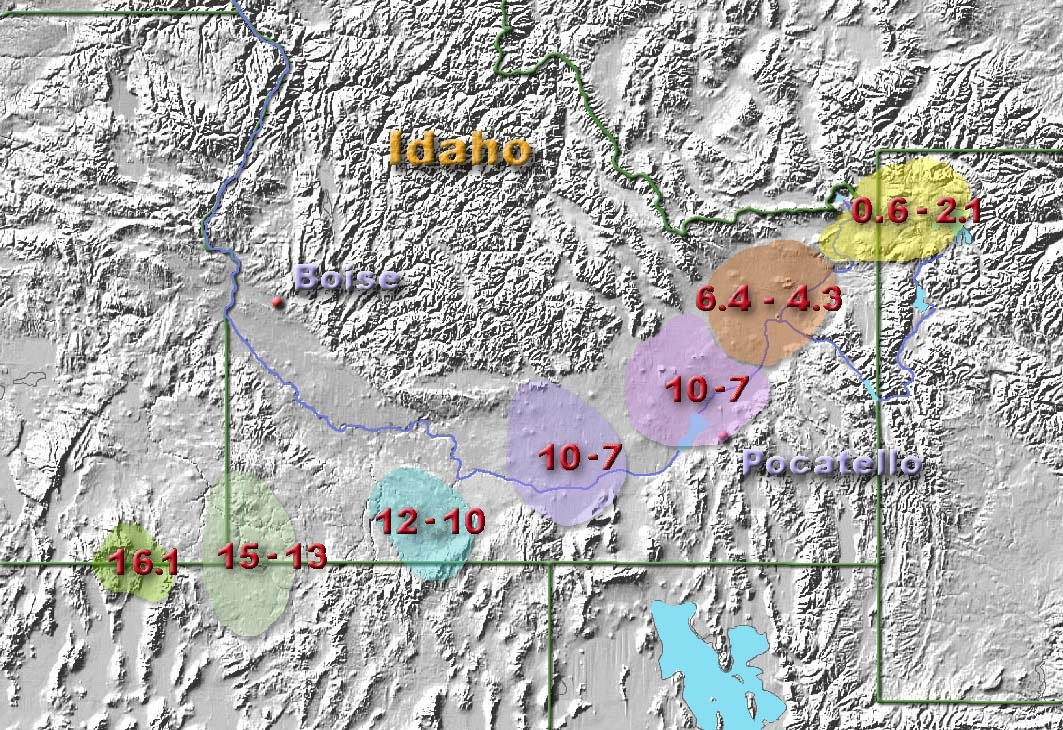
Lo spostamento del punto caldo di Yellowstone nel corso del tempo. I numeri indicano il periodo delle eruzioni in milioni di anni fa.

Il punto caldo di Yellowstone è un punto caldo vulcanico degli Stati Uniti d'America che ha provocato un vulcanismo su larga scala negli stati dell'Idaho, Montana, Nevada, Oregon e Wyoming in seguito al movimento della placca nordamericana al di sopra di esso. Ha dato luogo alla formazione della parte orientale della Snake River Plain attraverso una successione di eruzioni che hanno portato alla formazione di caldere. 
Le caldere risultanti comprendo la caldera dell'Island Park, la caldera Henry's Fork e la caldera di Bruneau-Jarbidge. Il punto caldo si trova al di sotto della caldera di Yellowstone.
La più recente eruzione del punto caldo che ha dato luogo alla formazione di una caldera, conosciuta come eruzione del Lava Creek, è avvenuta 640.000 anni fa ha portato alla formazione del Lava Creek Tuff e della più recente caldera di Yellowstone. Il punto caldo di Yellowstone è uno dei pochi punti caldi vulcanici che si trovano al di sotto della placca tettonica nordamericana, assieme al punto caldo di Anahim e al punto caldo di Raton.